# Użytek (poligrafia)
Użytek – jedna kopia pracy przygotowanej do druku (lub jej fragment mieszczący się na arkuszu druku).
W przypadku pracy lub jej fragmentu – kilkakrotnie mniejszych od stosowanego arkusza drukarskiego – należy przygotować kilka użytków, czyli na jednym arkuszu będzie drukowanych od razu kilka kopii. Np. ulotka formatu A5 drukowana na maszynie A3 wymaga przygotowania pracy w 4 użytkach.
W przypadku tradycyjnej techniki przygotowania druku (CtF) użytkiem będzie jeden komplet klisz (w przypadku druku kolorowego) lub jedna klisza (w przypadku druku czarno-białego lub innego jednokolorowego) – zawierająca tylko jedną kopię pracy. Jeśli druk odbywać się będzie na wielokrotnie większym arkuszu papieru, to należy dla drukarni przygotować odpowiednio większą ilość użytków. Można wtedy przygotować kilka kompletów klisz lub naświetlić klisze w impozycji, czyli naświetlić jedną wspólną kliszę (lub zestaw wspólnych klisz w druku wielobarwnym) wielkości docelowego formatu zadrukowywanego w maszynie papieru z kilkoma kopiami pracy. Wtedy na jednej zbiorczej kliszy będziemy mieli rozmieszczone kilka użytków.
W nowszych technikach przygotowania druku (np. CtP, CtPress), przy wielu użytkach, są one nanoszone na jedną wspólną formę drukową (lub ich zestaw w przypadku wielu kolorów).